# カーリダーサ

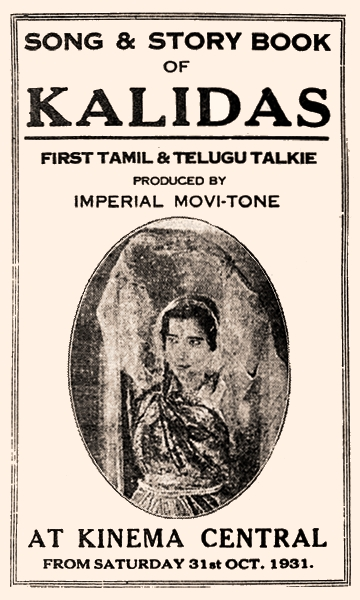
カーリダーサの生涯を元に制作されたタミル映画初のトーキー「カリダス」（1931年）

カーリダーサ（サンスクリット: कालिदास）は4世紀から5世紀にかけて活躍したインドの作家。サンスクリット文学において最も偉大な詩人、劇作家と考えられている。
彼の生涯に関する多くは今もなお謎に包まれており、作品より推し量る以外にない。彼の活躍した時期をはっきりと特定することはできないが5世紀の人物ではないかと考えられている。
カーリダーサの作品は主にヒンドゥのプラーナの物語がモチーフにされている。

## おいたち

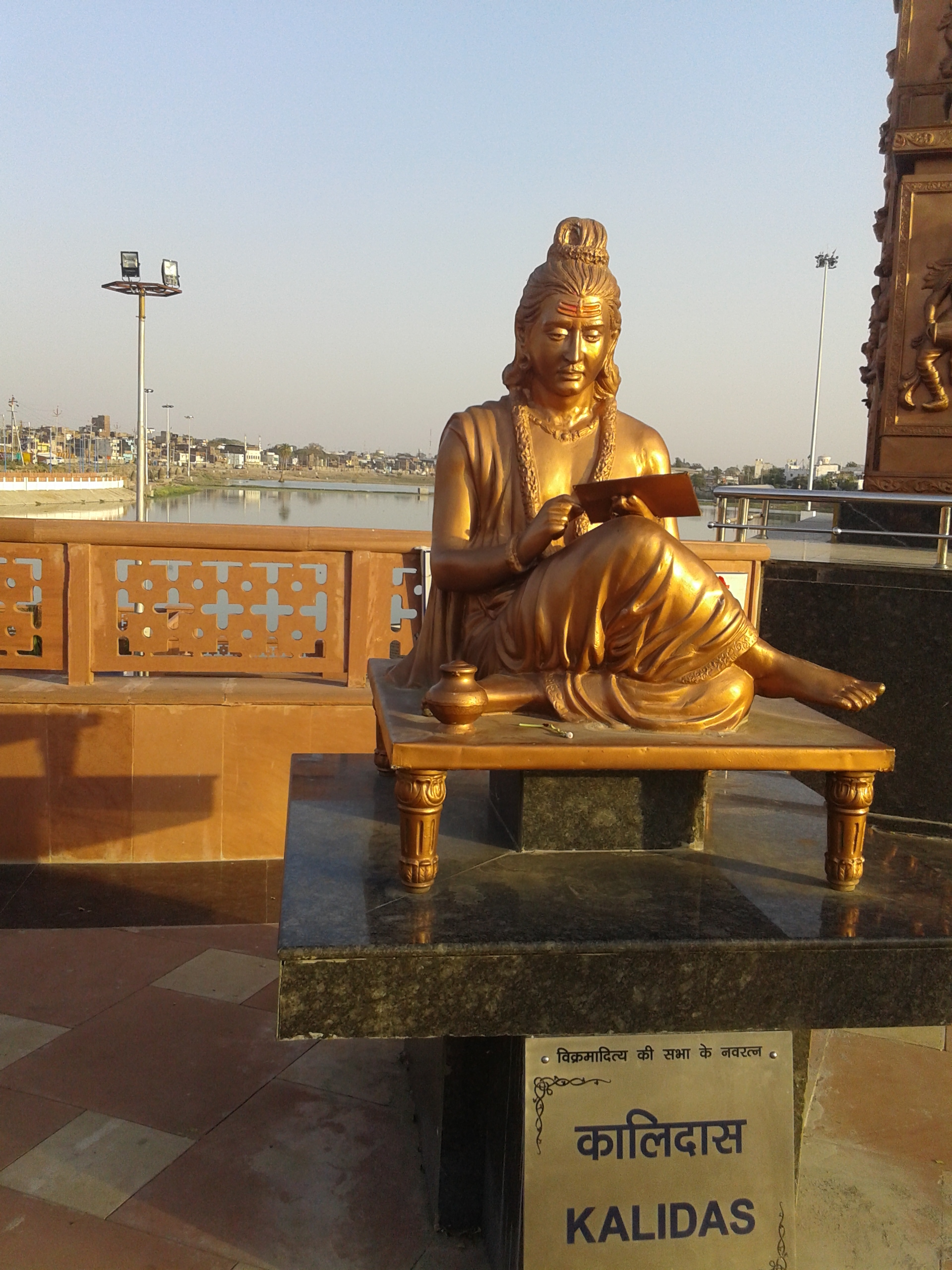
カーリダーサの像

研究者たちはカーリダーサはヒマラヤかウッジャイン、もしくはカリンガ国に暮らしていたと考えている。これらの推測は彼の作品クマーラ・サンバヴァにおけるヒマラヤの詳細な描写、メーガ・ドゥータに垣間見えるウッジャインへの愛着、ラグ・ヴァンシャに見られるカリンガ国王ヘマーンガダ（Hemāngada）への賛美などが根拠とされている。
ラクシュミー・ダル・カーラ（akshmi Dhar Kalla）の研究以降はカーリダーサはカシミール人であったとする説も散見される。ラクシュミーによればカーリダーサの作品にはカシミールに暮らすものにしか知りえない情報、すなわち地形の描写、地方の民話、植物や動物が存在する。カーリダーサはその後に南へと移動し、有力者の後援を求めて移動を繰り返したようである。
伝説では、カーリダーサは本来愚鈍であったが、姫である妻の侮蔑的な一言に奮起し偉大な詩人として大成したと語られる。またセイロン島の王クマーラダーサを訪ね、その際になんらかの陰謀により殺されたとする言い伝えも存在する。

### 時期
カーリダーサの活躍した時代はヴィクラマーディティヤ（Vikramāditya）の治世であったと語られる。このヴィクラマーディティヤという名は、そもそもは紀元前1世紀のウッジャインの王の名であるが、チャンドラグプタ2世（380-415）とスカンダグプタ（455-480）も同様にヴィクラマーディティヤの称号で呼ばれることがある。カーリダーサはチャンドラグプタ2世かスカンダグプタの時代に生きていたと考えられる。紀元前1世紀のヴィクラマーディティヤの時代であったとする説もあるが、一般的には5世紀から6世紀に間に生きた人物だと考えられている。
現在のカルナータカ州にあるアイホール（Aihole）に見つかった634年の石碑に詩人バラヴィと一緒にカーリダーサの名前が刻まれている。またマンドサウルの寺院で見つかった473年の石碑にはカーリダーサの詩を捩ったものと思われる碑文が刻まれており、これがカーリダーサの残した最も早い古文書学上の痕跡となる。広く受け入れられている説では、カーリダーサはチャンドラグプタ2世（380-413）の宮廷詩人だったと考えられている。すなわちチャンドラグプタ2世はヴィクラマディチャの称号を与えられており、また首都をウジャインに遷している。

## 作品

### 戯曲
カーリダーサは3作の戯曲を残しており、中でもアビジュニャーナシャクンタラー（指輪によって思い出されたシャクンタラー）が彼の傑作とされている。これは初めて英語に翻訳されたサンスクリット文学で、その後多くの言語に翻訳された。

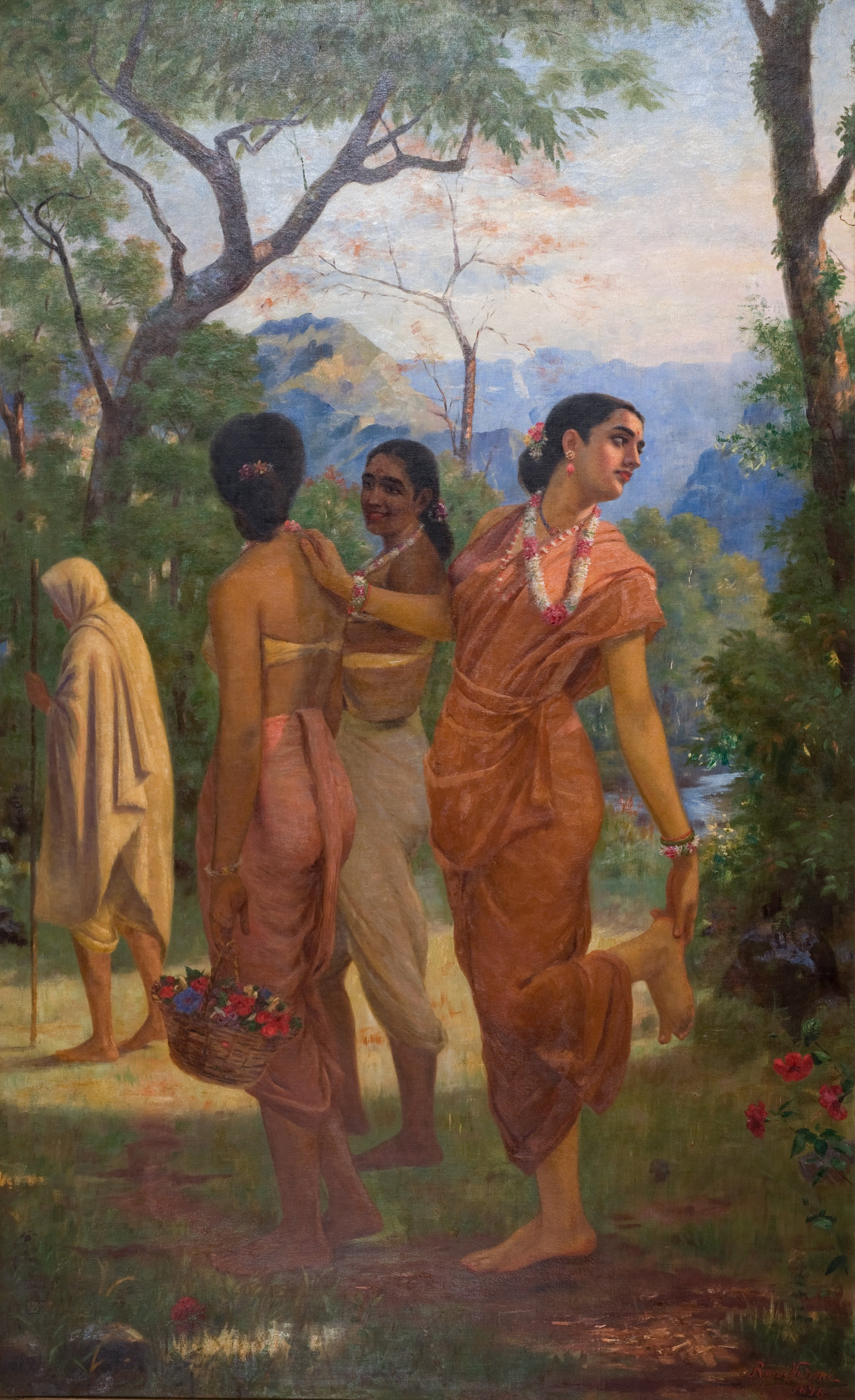
シャクンタラーがドゥフシャンタ王を見るために振り返る場面。ラヴィ・ヴァルマ（1848-1906）画。

- マーラヴィカーグニミトラ（英語版）（マーラビカーとアグニミトラ）

アグニミトラ王の話。王はふとしたことから后の召使マーラビカーが描かれている絵を目にして恋に落ちる。王の不義に気づいた后はマーラビカーを牢に閉じ込めてしまう。しかし運命の悪戯、マーラビカーは高貴な生まれであったことが明かされ、王とマーラビカー姫は結ばれる。
- アビジュニャーナシャクンタラー（思い出のシャクンタラー、あるいは、指輪によって思い出されたシャクンタラー）

ドゥシャヤンタ王の話。狩猟旅行の折に王は賢者の養子シャクンタラーと出会い、そして結婚した。王が宮廷に戻るようにと知らせを受けたところから2人の不幸がはじまる。身ごもっていたシャクンタラーは王の留守を預かるが、たまたま訪れていた賢者の機嫌を損ねて、呪いをかけられてしまう。それは王がシャクンタラーのことをすっかり忘れてしまうというもので、しかし王がシャクンタラーの持つ指輪を目にすれば解けるという呪いであった。シャクンタラーは身重の体で王の宮廷へと向かうが、旅の途中で件の指輪を失ってしまう。しかしある漁師が指輪を見つける。指輪に王家の紋を認めた漁師はその指輪をドゥシャヤンタ王のもとへと届ける。王はすべての記憶を取り戻し、シャクンタラーを探しに向かった。ゲーテがこの物語を甚く気に入り、アビジュニャーナシャクンタラーは英語からドイツ語へと翻訳されヨーロッパに広く知られるようになった。
- ヴィクラモールヴァシーヤ（勇気によって得られたウルヴァシー）

人の王プルーラヴァス（Pururavas）と天界に住む不死の精霊ウルヴァシーの恋の話。ふとしたことから2人は恋に落ちるが、ウルヴァシーは天に帰らなければならなくなる。しかし天界でひと悶着あり、ウルヴァシーは呪いをかけられる。その呪いは死を免れない身となり地上へと送られ、さらにはウルヴァシーの恋人が彼らの子供をひと目でも見ようものならその瞬間に彼女は死んでしまうというものだった。その後にも立て続けに悲劇がふりかかり、時にはつる草に姿を変えられてしまうが、ついには呪いは解かれ2人は地上で暮らした。

### 叙事詩
- ラグ・ヴァンシャ（ラグ族の王統）
- クマーラ・サンバヴァ（軍神クマーラの誕生） 女神パールヴァティーの誕生、思春期からシヴァとの結婚までを描く。

### 抒情詩
- リトゥ・サンハーラ（英語版）（季節のめぐり） 2人の恋人の経験を通して6つの季節を表現される。
- メーガ・ドゥータ（雲の使者）　雲を使って恋人にメッセージを送ろうとするヤクシャの話。甘美な調子で知られるマンダークラーンタ韻律（mandākrānta）で情景が描き出される。この作品はたくさんの模倣を生んだ結果、詩作のひとつのジャンルとして確立した[14]。カーリダーサの最も有名な詩であり、いままでに数多くの評論が寄せられている。

## 後世での反響と残した影響

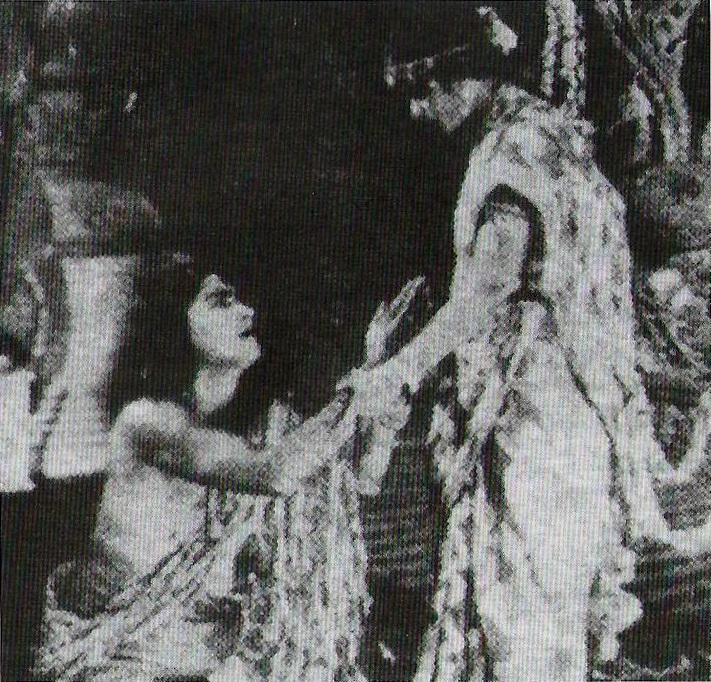
映画「カリダス」の一場面

多くの学者がカーリダーサの作品に評論を寄せている。特によく研究されたものとして15世紀、ヴィジャヤナガル王国のデーヴァ・ラーヤ2世の治世に記されたマッリナータ・スーリの評論が挙げられる。現存している評論の多くは10世紀の学者ヴァッラバデーヴァ（Vallabhadeva）によるものと考えられている。バーナバッタ、ジャヤデーヴァ、ラージャシェーカラといった著名なサンスクリット文学の詩人たちもカーリダーサに惜しみない賛辞を送っている。また、有名なサンスクリットの詩（Upamā Kālidāsasya...）はカーリダーサの比喩表現の巧みさを詠っている。著名な評論家、アーナンダヴァルダナ（Anandavardhana）はカーリダーサは古今随一のサンスクリットの詩人であると讃えている。
前近代にカーリダーサの作品に寄せられた評論のうち出版されているものはごく一部にすぎない。これらのカーリダーサの作品に寄せられた注釈からは、彼の作品が時代とともに変化してきた様子がうかがえる。それは手書きによるコピーや、おそらくは口承文学としての作品と、文献として記された作品との競合によるものだと考えられる。
カーリダーサのアビジュニャーナシャクンタラーは、ヨーロッパにおいて知られるようになったインド文学作品としては最も初期のものである。この作品は英語に翻訳された後に、英語からドイツ語へと翻訳された。そしてこの作品はたとえばヘルダーやゲーテといったドイツの詩人たちの好奇心を掻き立てた。
カーリダーサはサンスクリット文学、あるいはインド文学に大きな影響を与えてきた。ラビンドラナート・タゴールもその一人であり、タゴールの雨を詠った詩にはメーガ・ドゥータのロマンティシズムを見ることができる。カーリダーサの戯曲は18世紀後半から19世紀前半にはヨーロッパ文学にも影響を与えた。文学界にとどまらず、たとえばカミーユ・クローデルの彫刻、「シャクンタラー」からもカーリダーサの影響をうかがうことができる。

## 日本語訳
- 『シャクンタラー姫』辻直四郎訳、岩波文庫、1977年
- 『公女マーラヴィカーとアグニミトラ王 他一篇』大地原豊訳、岩波文庫、1989年
他は『武勲に契られし天女ウルヴァシー』
- 『シャクンタラー』田中於莵弥訳、グーテンベルク21(電子書籍)で再刊
- 『ラグフヴァンシャ　長編叙事詩』野部了衆訳、永田文昌堂、1991年